# Anoteropsis
Anoteropsis là một chi nhện trong họ Lycosidae.

## Các loài
- Anoteropsis adumbrata (Urquhart, 1887) – New Zealand (mainland, Stewart Is.)
- Anoteropsis aerescens (Goyen, 1887) – New Zealand
- Anoteropsis alpina Vink, 2002 – New Zealand
- Anoteropsis arenivaga (Dalmas, 1917) – New Zealand
- Anoteropsis blesti Vink, 2002 – New Zealand
- Anoteropsis canescens (Goyen, 1887) – New Zealand
- Anoteropsis cantuaria Vink, 2002 – New Zealand
- Anoteropsis flavescens L. Koch, 1878 (type species) – New Zealand
- Anoteropsis forsteri Vink, 2002 – New Zealand (mainland, Stewart Is.)
- Anoteropsis hallae Vink, 2002 – New Zealand
- Anoteropsis hilaris (L. Koch, 1877) – New Zealand (mainland, Stewart Is., Auckland Is.)
- Anoteropsis insularis Vink, 2002 – New Zealand (Chatham Is., Pitt Is.)
- Anoteropsis lacustris Vink, 2002 – New Zealand
- Anoteropsis litoralis Vink, 2002 – New Zealand
- Anoteropsis montana Vink, 2002 – New Zealand
- Anoteropsis okatainae Vink, 2002 – New Zealand
- Anoteropsis papuana Thorell, 1881 – New Guinea
- Anoteropsis ralphi (Simon, 1905) – New Zealand (Chatham Is.)
- Anoteropsis senica (L. Koch, 1877) – New Zealand (mainland, Stewart Is.)
- Anoteropsis urquharti (Simon, 1898) – New Zealand
- Anoteropsis virgata (Karsch, 1880) – Polynesia
- Anoteropsis westlandica Vink, 2002 – New Zealand